# 东西汊湖
东西汊湖是一个位于中国湖北省应城县的湖泊，面积约为26平方千米。